# Pratama Arhan
Pratama Arhan Alif Rifai (Blora, 21 dicembre 2001) è un calciatore indonesiano, difensore del Bangkok Utd e della nazionale indonesiana.

## Carriera

### Club
Ha iniziato la propria carriera in patria, nelle file del PSIS Semarang. Il 16 febbraio 2022 si è trasferito in Giappone, al Tokyo Verdy. Il 16 gennaio 2024 si è trasferito in Corea del Sud, al Suwon.

### Nazionale
Ha debuttato in nazionale maggiore il 25 maggio 2021, nell'amichevole Indonesia-Afghanistan (2-3). Ha messo a segno la sua prima rete con la selezione indonesiana il 19 dicembre 2021, in Malaysia-Indonesia (1-4), siglando il gol del momentaneo 1-3 al minuto 50. Ha partecipato, con la selezione indonesiana, alla Coppa d'Asia 2023 e alle edizioni 2020 e 2022 della AFF Cup. È sceso in campo, inoltre, nelle qualificazioni ai Mondiali 2022 e 2026, oltre che nelle qualificazioni alla Coppa d'Asia 2023.

## Statistiche

### Cronologia presenze e reti in nazionale
Statistiche aggiornate all'8 dicembre 2024.
| Cronologia completa delle presenze e delle reti in nazionale ― Indonesia | Cronologia completa delle presenze e delle reti in nazionale ― Indonesia | Cronologia completa delle presenze e delle reti in nazionale ― Indonesia | Cronologia completa delle presenze e delle reti in nazionale ― Indonesia | Cronologia completa delle presenze e delle reti in nazionale ― Indonesia | Cronologia completa delle presenze e delle reti in nazionale ― Indonesia | Cronologia completa delle presenze e delle reti in nazionale ― Indonesia | Cronologia completa delle presenze e delle reti in nazionale ― Indonesia |
| Data                                                                     | Città                                                                    | In casa                                                                  | Risultato                                                                | Ospiti                                                                   | Competizione                                                             | Reti                                                                     | Note                                                                     |
| ------------------------------------------------------------------------ | ------------------------------------------------------------------------ | ------------------------------------------------------------------------ | ------------------------------------------------------------------------ | ------------------------------------------------------------------------ | ------------------------------------------------------------------------ | ------------------------------------------------------------------------ | ------------------------------------------------------------------------ |
| 25-5-2021                                                                | Dubai                                                                    | Indonesia                                                                | 2 – 3                                                                    | Afghanistan                                                              | Amichevole                                                               | -                                                                        | 46’                                                                      |
| 29-5-2021                                                                | Dubai                                                                    | Indonesia                                                                | 1 – 3                                                                    | Oman                                                                     | Amichevole                                                               | -                                                                        |                                                                          |
| 3-6-2021                                                                 | Dubai                                                                    | Thailandia                                                               | 2 – 2                                                                    | Indonesia                                                                | Qual. Mondiali 2022                                                      | -                                                                        |                                                                          |
| 7-6-2021                                                                 | Dubai                                                                    | Vietnam                                                                  | 4 – 0                                                                    | Indonesia                                                                | Qual. Mondiali 2022                                                      | -                                                                        | 59’                                                                      |
| 11-6-2021                                                                | Dubai                                                                    | Emirati Arabi Uniti                                                      | 5 – 0                                                                    | Indonesia                                                                | Qual. Mondiali 2022                                                      | -                                                                        |                                                                          |
| 7-10-2021                                                                | Buriram                                                                  | Indonesia                                                                | 2 – 1                                                                    | Taiwan                                                                   | Qual. Coppa d'Asia 2023                                                  | -                                                                        | 46’                                                                      |
| 10-10-2021                                                               | Buriram                                                                  | Taiwan                                                                   | 0 – 3                                                                    | Indonesia                                                                | Qual. Coppa d'Asia 2023                                                  | -                                                                        |                                                                          |
| 16-11-2021                                                               | Belek                                                                    | Afghanistan                                                              | 1 – 0                                                                    | Indonesia                                                                | Amichevole                                                               | -                                                                        |                                                                          |
| 25-11-2021                                                               | Manavgat                                                                 | Indonesia                                                                | 4 – 1                                                                    | Birmania                                                                 | Amichevole                                                               | -                                                                        | 77’                                                                      |
| 9-12-2021                                                                | Singapore                                                                | Indonesia                                                                | 4 – 2                                                                    | Cambogia                                                                 | AFF Cup 2020 - Gironi                                                    | -                                                                        | 41’                                                                      |
| 15-12-2021                                                               | Singapore                                                                | Indonesia                                                                | 0 – 0                                                                    | Vietnam                                                                  | AFF Cup 2020 - Gironi                                                    | -                                                                        |                                                                          |
| 19-12-2021                                                               | Singapore                                                                | Malaysia                                                                 | 1 – 4                                                                    | Indonesia                                                                | AFF Cup 2020 - Gironi                                                    | 1                                                                        |                                                                          |
| 22-12-2021                                                               | Singapore                                                                | Singapore                                                                | 1 – 1                                                                    | Indonesia                                                                | AFF Cup 2020 - Semifinali                                                | -                                                                        | 36’                                                                      |
| 25-12-2021                                                               | Singapore                                                                | Singapore                                                                | 2 – 4 dts                                                                | Indonesia                                                                | AFF Cup 2020 - Semifinali                                                | 1                                                                        |                                                                          |
| 1-1-2022                                                                 | Singapore                                                                | Thailandia                                                               | 2 – 2                                                                    | Indonesia                                                                | AFF Cup 2020 - Finale                                                    | -                                                                        |                                                                          |
| 27-1-2022                                                                | Gianyar                                                                  | Indonesia                                                                | 4 – 1                                                                    | Timor Est                                                                | Amichevole                                                               | 1                                                                        | 46’                                                                      |
| 30-1-2022                                                                | Gianyar                                                                  | Indonesia                                                                | 3 – 0                                                                    | Timor Est                                                                | Amichevole                                                               | -                                                                        | 83’                                                                      |
| 1-6-2022                                                                 | Soreang                                                                  | Indonesia                                                                | 0 – 0                                                                    | Bangladesh                                                               | Amichevole                                                               | -                                                                        | 65’                                                                      |
| 8-6-2022                                                                 | Kuwait City                                                              | Kuwait                                                                   | 1 – 2                                                                    | Indonesia                                                                | Qual. Coppa d'Asia 2023                                                  | -                                                                        | 78’                                                                      |
| 11-6-2022                                                                | Kuwait City                                                              | Indonesia                                                                | 0 – 1                                                                    | Giordania                                                                | Qual. Coppa d'Asia 2023                                                  | -                                                                        | 86’                                                                      |
| 14-6-2022                                                                | Kuwait City                                                              | Indonesia                                                                | 7 – 0                                                                    | Nepal                                                                    | Qual. Coppa d'Asia 2023                                                  | -                                                                        |                                                                          |
| 24-9-2022                                                                | Bandung                                                                  | Indonesia                                                                | 3 – 2                                                                    | Curaçao                                                                  | Amichevole                                                               | -                                                                        |                                                                          |
| 27-9-2022                                                                | Cibinong                                                                 | Indonesia                                                                | 2 – 1                                                                    | Curaçao                                                                  | Amichevole                                                               | -                                                                        | 45’ 73’                                                                  |
| 23-12-2022                                                               | Giacarta                                                                 | Indonesia                                                                | 2 – 1                                                                    | Cambogia                                                                 | AFF Cup 2022 - Gironi                                                    | -                                                                        | 51’                                                                      |
| 29-12-2022                                                               | Giacarta                                                                 | Indonesia                                                                | 1 – 1                                                                    | Thailandia                                                               | AFF Cup 2022 - Gironi                                                    | -                                                                        |                                                                          |
| 2-1-2023                                                                 | Manila                                                                   | Filippine                                                                | 1 – 2                                                                    | Indonesia                                                                | AFF Cup 2022 - Gironi                                                    | -                                                                        |                                                                          |
| 6-1-2023                                                                 | Giacarta                                                                 | Indonesia                                                                | 0 – 0                                                                    | Vietnam                                                                  | AFF Cup 2022 - Semifinali                                                | -                                                                        |                                                                          |
| 9-1-2023                                                                 | Hanoi                                                                    | Vietnam                                                                  | 2 – 0                                                                    | Indonesia                                                                | AFF Cup 2022 - Semifinali                                                | -                                                                        |                                                                          |
| 25-3-2023                                                                | Bekasi                                                                   | Indonesia                                                                | 3 – 1                                                                    | Burundi                                                                  | Amichevole                                                               | -                                                                        | 67’                                                                      |
| 28-3-2023                                                                | Bekasi                                                                   | Indonesia                                                                | 2 – 2                                                                    | Burundi                                                                  | Amichevole                                                               | -                                                                        | 24’ 55’ 59’                                                              |
| 14-6-2023                                                                | Surabaya                                                                 | Indonesia                                                                | 0 – 0                                                                    | Palestina                                                                | Amichevole                                                               | -                                                                        | 81’                                                                      |
| 19-6-2023                                                                | Giacarta                                                                 | Indonesia                                                                | 0 – 2                                                                    | Argentina                                                                | Amichevole                                                               | -                                                                        | 46’                                                                      |
| 12-10-2023                                                               | Giacarta                                                                 | Indonesia                                                                | 6 – 0                                                                    | Brunei                                                                   | Qual. Mondiali 2026                                                      | -                                                                        | 73’                                                                      |
| 17-10-2023                                                               | Bandar Seri Begawan                                                      | Brunei                                                                   | 0 – 6                                                                    | Indonesia                                                                | Qual. Mondiali 2026                                                      | -                                                                        | 73’                                                                      |
| 16-11-2023                                                               | Basra                                                                    | Iraq                                                                     | 5 – 1                                                                    | Indonesia                                                                | Qual. Mondiali 2026                                                      | -                                                                        | 76’                                                                      |
| 21-11-2023                                                               | Manila                                                                   | Filippine                                                                | 1 – 1                                                                    | Indonesia                                                                | Qual. Mondiali 2026                                                      | -                                                                        | 46’                                                                      |
| 2-1-2024                                                                 | Aksu                                                                     | Libia                                                                    | 4 – 0                                                                    | Indonesia                                                                | Amichevole                                                               | -                                                                        | 46’                                                                      |
| 5-1-2024                                                                 | Aksu                                                                     | Indonesia                                                                | 1 – 2                                                                    | Libia                                                                    | Amichevole                                                               | -                                                                        |                                                                          |
| 9-1-2024                                                                 | Al Rayyan                                                                | Indonesia                                                                | 0 – 5                                                                    | Iran                                                                     | Amichevole                                                               | -                                                                        | 73’                                                                      |
| 15-1-2024                                                                | Al Rayyan                                                                | Indonesia                                                                | 1 – 3                                                                    | Iraq                                                                     | Coppa d'Asia 2023 - Gironi                                               | -                                                                        |                                                                          |
| 19-1-2024                                                                | Doha                                                                     | Vietnam                                                                  | 0 – 1                                                                    | Indonesia                                                                | Coppa d'Asia 2023 - Gironi                                               | -                                                                        | 80’                                                                      |
| 24-1-2024                                                                | Doha                                                                     | Giappone                                                                 | 3 – 1                                                                    | Indonesia                                                                | Coppa d'Asia 2023 - Gironi                                               | -                                                                        |                                                                          |
| 21-3-2024                                                                | Giacarta                                                                 | Indonesia                                                                | 1 – 0                                                                    | Vietnam                                                                  | Qual. Mondiali 2026                                                      | -                                                                        | 46’                                                                      |
| 2-6-2024                                                                 | Giacarta                                                                 | Indonesia                                                                | 0 – 0                                                                    | Tanzania                                                                 | Amichevole                                                               | -                                                                        | 46’                                                                      |
| 6-6-2024                                                                 | Giacarta                                                                 | Indonesia                                                                | 0 – 2                                                                    | Iraq                                                                     | Qual. Mondiali 2026                                                      | -                                                                        | 65’                                                                      |
| 11-6-2024                                                                | Giacarta                                                                 | Indonesia                                                                | 2 – 0                                                                    | Filippine                                                                | Qual. Mondiali 2026                                                      | -                                                                        | 67’                                                                      |
| 10-9-2024                                                                | Giacarta                                                                 | Indonesia                                                                | 0 – 0                                                                    | Australia                                                                | Qual. Mondiali 2026                                                      | -                                                                        | 80’                                                                      |
| 15-10-2024                                                               | Qingdao                                                                  | Cina                                                                     | 2 – 1                                                                    | Indonesia                                                                | Qual. Mondiali 2026                                                      | -                                                                        | 85’                                                                      |
| 15-11-2024                                                               | Giacarta                                                                 | Indonesia                                                                | 0 – 4                                                                    | Giappone                                                                 | Qual. Mondiali 2026                                                      | -                                                                        | 62’                                                                      |
| 19-11-2024                                                               | Giacarta                                                                 | Indonesia                                                                | 2 – 0                                                                    | Arabia Saudita                                                           | Qual. Mondiali 2026                                                      | -                                                                        | 78’                                                                      |
| Totale                                                                   |                                                                          | Presenze                                                                 | 50                                                                       |                                                                          | Reti                                                                     | 3                                                                        |                                                                          |

## Palmarès

### Nazionale
- Giochi del Sud-est asiatico: 1

Cambogia 2023